# Macas
Macas is een stad en een parochie (parroquia) in Ecuador in het kanton Morona en is sinds 1929 de hoofdplaats van de provincie Morona-Santiago. De stad werd gesticht in het jaar 1575. Macas telt 19.000 inwoners en is gelegen aan de westkant van het Amazonebekken en aan de voet van de Andes. Vijftig kilometer ten noordwesten van Macas ligt de vulkaan de Sangay.